# Åttonträsket
Åttonträsket är en sjö i Lycksele kommun i Lappland och ingår i Öreälvens huvudavrinningsområde. Sjön har en area på 0,833 kvadratkilometer och ligger 468,1 meter över havet. Åttonträsket ligger i Öreälven Natura 2000-område. Sjön avvattnas av vattendraget Sandsjöbäcken.

## Delavrinningsområde
Åttonträsket ingår i det delavrinningsområde (714933-160565) som SMHI kallar för Mynnar i Åttonträsket. Medelhöjden är 506 meter över havet och ytan är 18,52 kvadratkilometer. Det finns inga avrinningsområden uppströms utan avrinningsområdet är högsta punkten. Sandsjöbäcken som avvattnar avrinningsområdet har biflödesordning 4, vilket innebär att vattnet flödar genom totalt 4 vattendrag innan det når havet efter 202 kilometer. Avrinningsområdet består mestadels av skog (54 procent) och sankmarker (38 procent). Avrinningsområdet har 0,83 kvadratkilometer vattenytor vilket ger det en sjöprocent på 4,5 procent.